# تی‌جی‌سی-۱
تی‌جی‌سی-۱ (انگلیسی: TGC-1) شرکت برق روس است، که در سال ۲۰۰۵ تأسیس شد.